# Răscăeți
Răscăeţi é uma comuna romena localizada no distrito de Dâmboviţa, na região de Muntênia. A comuna possui uma área de 34.72 km² e sua população era de 2322 habitantes segundo o censo de 2007.